# Мамедов, Мамед Мустафа оглы
Мамед Мустафа оглы Мамедов (1914—1945) — советский военнослужащий, участник Великой Отечественной войны, гвардии майор РККА.

## Биография
Родился в 1914 году в селе Ханджигаз Каракилисского района Армении. Член ВКП(б) с 1943 года. В рядах РККА с 1932 года, кадровый офицер, артиллерист, участник боев у озера Хасан с японцами.
Боевой путь в Великой Отечественной войне начал на Брянском фронте, где сражался с мая по ноябрь 1942 года. В феврале — мае 1943 года сражался на Центральном фронте, командовал 117-м отдельным истребительно-противотанковым дивизионом 41-й стрелковой дивизии. С 7 по 9 марта 1943 года в боях в районе сёл Долгое и Хитрово Залегощенского района Орловской области батареи 117-го оиптд обеспечивали поддержку частей 63-я армии. Батареи дивизиона, находясь в боевых порядках пехоты как в наступлении, так и при отражении немецких контратак, уничтожили в районе сел Кокуркино и Васильевка 22 вражеских ДЗОТа, 24 станковых пулемета, шесть ротных минометов, два ручных пулемета, два 75-мм орудия, восемь 37-мм орудий, один склад с боеприпасами, 11 повозок с военным имуществом. Дивизион подавил своим огнём 23 огневые точки противника, рассеял до роты немецкой пехоты. При этом потери в самом дивизионе были незначительны. За отличное выполнение поставленных в этих боях задач 59 бойцов и офицеров дивизиона были награждены правительственными наградами. Сам капитан Мамедов в этих боях получил ранение. За умелое и энергичное командование был награждён орденом Красной Звезды.
С 5 июня по 18 августа 1943 года в наступательных боях за населенные пункты Залегощь и Свердловское Орловской области дивизион майора Мамедова обеспечил эффективное огневое прикрытие частей дивизии. Майор Мамедов лично присутствовал на самых ответственных направлениях. В этих боях 117-й оиптд уничтожил около 400 солдат и офицеров врага, три танка (из них один «Тигр»), семь 37-мм пушек, две 75-мм пушки, пять ротных минометов, четыре автомашины с боеприпасами. Дивизион своим огнём рассеял до четырёх рот немецкой пехоты, подавил огонь 25 пулеметов (21 пулеметных точек были уничтожены вместе с расчетами). В плен было взято четыре немецких солдата и один фельдфебель. За отличное выполнение боевых заданий 90 % личного состава дивизиона были награждены правительственными наградами. Кроме того, командование дивизии возбудило перед вышестоящим командованием ходатайство о присвоении 117-му оиптд почетного звания «гвардейского». В этих боях майор Мамед Мамедов проявил себя как один из лучших командиров. Майор Мамедов был награждён орденом «Красное Знамя». С июня 1944 года сражался на 1-м Белорусском фронте, будучи заместителем командира по артиллерии 236-го гвардейского стрелкового полка 74-й гвардейской стрелковой дивизии.
В дальнейшем Мамед Мамедов уже в звании гвардии майора занимал должность помощника командира 236-го гвардейского стрелкового полка по артиллерии 74-й гвардейской стрелковой дивизии 8-й гвардейской армии 1-го Белорусского фронта, участвовал в Висло-Одерской наступательной операции . 1-му Белорусскому фронту в качестве ближайшей задачи было определено разгромить варшавско-радомскую группировку врага и не позднее 11—12-го дня наступления овладеть рубежом Лодзь, Жихлун, в дальнейшем развивать наступление на Познань.
14 января 1945 года во время прорыва обороны врага на Магнушевском плацдарме гвардии майор Мамедов грамотно организовал артиллерийскую поддержку наступающей пехоты 236-го гвардейского стрелкового полка. Батареи и минометные подразделения полка уничтожили при прорыве до 100 немецких солдат и офицеров, подавили огонь вражеской батареи 75-мм пушек и 11 огневых точек. 18 января 1945 года при овладении городом Бжезины гвардии майор Мамедов лично проводил боевую рекогносцировку переднего края немецкой обороны, неоднократно рисковал при этом жизнью. Благодаря грамотным действиям артиллерии полка под руководством Мамеда Мамедова, все встречающиеся во время наступления очаги сопротивления быстро подавлялись. Гвардии майор Мамедов лично возглавил передовой стрелковый взвод и первым ворвался в Лодзь, уничтожив до 25 солдат и офицеров врага.
23 января 1945 года 8-я гвардейская армия частью своих сил завершила окружение крупной группировки противника, оборонявшей Познань. В результате многодневных упорных боев в городе войска армии к 15 февраля 1945 года вышли на всех направлениях к крепости Познань в центре города — одной из мощнейших крепостей Европы, в которой сосредоточились остатки окруженной группировки противника. 74-я гвардейская стрелковая дивизия, наступавшая в первом эшелоне армии, в ходе боев овладела несколькими кварталами в города и к этому же времени вышла на ближние подступы к главному форту крепости — форту Виняры. Во время уличных боев гвардии майор Мамедов организовал систему огня полка таким образом, что батареи полка уничтожили шесть вражеских танков, подавили огонь 10 огневых точек, уничтожили до 100 немецких солдат и офицеров. Приказом № 64/н по войскам 6-й гвардейской армии от 3 апреля 1945 года гвардии майор Мамед Мустафа оглы Мамедов был вторично награждён орденом «Красного Знамени».
18 февраля 1945 года частям 74-й гвардейской стрелковой дивизии была поставлена задача после двухчасовой артиллерийской подготовки овладеть главным фортом. Командир дивизии генерал-майор Дмитрий Баканов решил атаковать форт одновременно двумя стрелковыми полками, имея на направлении главного удара, на левом фланге, 236-й гвардейский стрелковый полк. Полк, при поддержке приданных ему самоходно-артиллерийских, танково-самоходных, танково-огнеметных и саперно-штурмовых частей, должен был атаковать и уничтожить опорные пункты противника в кварталах 85 и 86, в дальнейшем ворваться в главный форт и овладеть его юго-западной частью.
Окруженные немцы оборонялись отчаянно, атаки советских штурмовых групп сопровождались большими потерями среди наступающих. Гвардии майор Мамед Мустафа оглы Мамедов был убит 23 февраля 1945 года в последние часы боев за овладение фортом. Форт пал лишь в 4 часа утра того же дня. Мамед Мамедов был похоронен на советском воинском кладбище в парке «Цитадела» в центре Познани.